# Погінський монастир Успіння Матері Божої
Монастир Успіння Матері Божої ЧСВВ — діючий чоловічий греко-католицький монастир Чину Св. Василія Великого у селі Погоня Тисменицького району Івано-Франківської області. У монастирі є чудотворна ікона Божої Матері.

## Історія монастиря

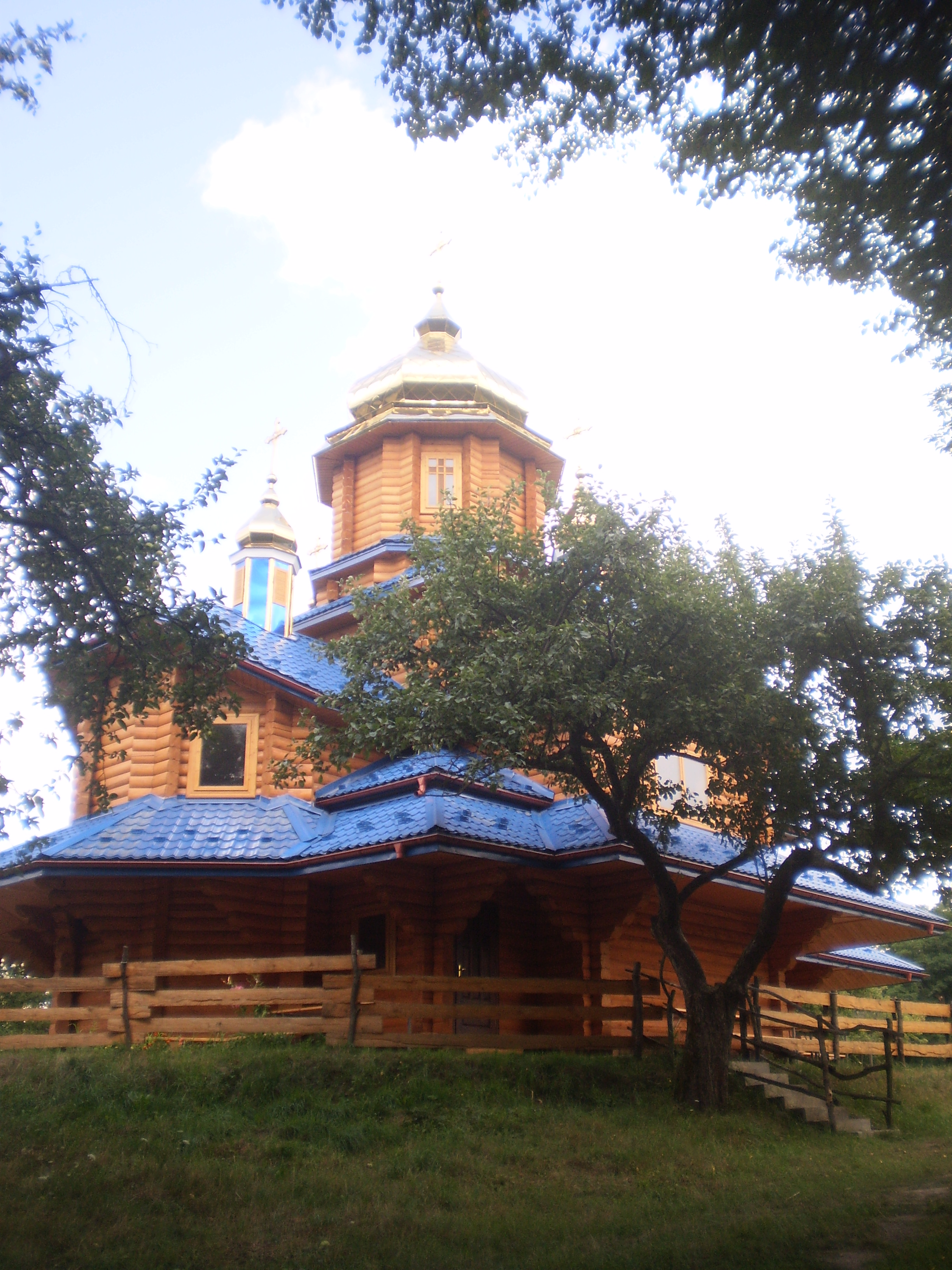
Храм Успення Пресвятої Богородиці

У XIII ст. біля с. Погоня Тисменицького району, воєвода короля Данила Роман розбив татарський загін. Виконуючи обітницю, дану перед битвою, він збудував на цьому місці церкву. Відтоді ця земля почала славитися дивами, бо цілющої сили набуло місцеве джерело. Навколо нього в печерах селилися монахи.
На початку XX ст. зводять нову церкву та розбудовують монастир.
В середині 40-х років у монастирі проживало тільки три ченці та три священики. У березні 1947 року їх переселили у Гошівський монастир, а приміщення і землю віддали військовій частині Тисменицького НКВД.
У 1950 році церкву було спалено. Значну частину майна монастирської церкви було перенесено до парафіяльної церкви села Пшеничники біля Погоні.
У 1991 році відбулася реєстрація монастиря. 1992 року розпочалося відновлення монастиря у Погоні. У 1996 році влада повернула незаконно конфісковане майно монастиреві.
Протягом останнього десятиріччя збудували каплицю на чудотворному джерелі, церкву, де зібрано кілька десятків копій чудотворних ікон зі всього світу, відновлено монастирський цвинтар.

## Чудотворна ікона Божої Матері
Історія появи у Погоні чудотворної ікони оповита багатьма легендами. Написана вона невідомим автором не пізніше 1650 року. 1736 року було збудовано нову церкву Успення Пресвятої Богородиці у знак вдячности за дари зцілення, отримані при цій іконі, на пожертви шляхтянок Іванни Велигорської з Потоцьких і Софії Загвойської з Угринських. З того часу вервиця зцілень від Погінської чудотворної ікони не припинялася. На пожертви прихожан, з вдячности за отримані зцілення, у сімдесятих роках XVIII ст. виготовили срібні позолочені шати й корони. Однак під час церковної реформи Йосифа II коштовні шати й корони було знято, як і всі воти, що прикрашали ікону.

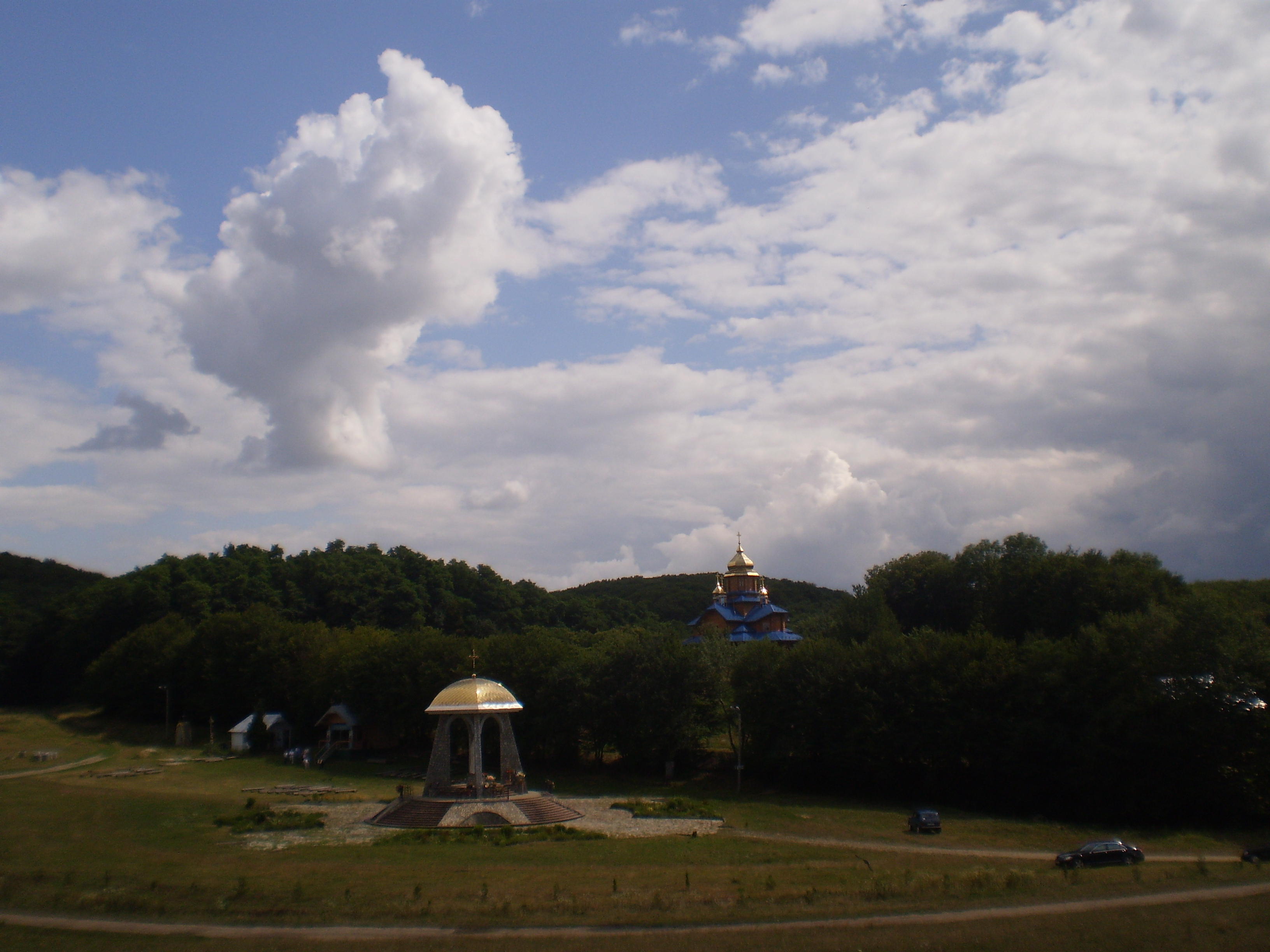
Каплиця Матері Божої та Храм Успення Пресвятої Богородиці (на задньому плані)

На підставі рішення Духовної комісії УГКЦ єпископ Атанасій Шептицький оголосив цю ікону чудотворною. Декретом папи Пія X, від 9 червня 1908 року, головному престолу монастирського храму Успення Пресвятої Богородиці надано чотири відпусти на рік.
Чудотворна ікона мала кілька копій. Одну з них переховували удома мешканка Івано-Франківська Антоніна Бачинська, родина якої приятелювала з отцями василіянами. Останнім місцем сховку цієї копії було село Дора, неподалік Яремче. 26 травня 1996 року цю ікону урочисто перенесли до новозбудованої каплиці на території монастиря у Погоні. Другу копію, тодішній ігумен монастиря Григорій Балагурак, віддав на зберігання сестрам-служебницям у Тисменицю. 1993 року, переживши радянське лихоліття, ікона повернулася від сестер до Погоні.
6 березня 2001 року, настоятель Свято-Успенського монастиря отець Никодим Гуралюк розглядав давню ікону у вкрай занедбаному стані, яку у 1980-х роках повернули з Пшеничників. Згодом спеціалісти інституту «Укрзахідпроектреставрація», підтвердили оригінальність ікони, датувавши її 1650 роками. Богородицю, зображену на ній, прострілив комуніст, і знаки того пострілу залишилися на правій руці.
27 червня 2001 року ікону благословив Папа Римський Іван-Павло ІІ під час апостольського візиту в Україну.
У кінці 2017 року у монастирі з'явився унікальний вишитий іконостас роботи художника Миколи Симчича, у квітні 2020 року — мальована нитками Плащаниця роботи того ж митця.

## Проща
12 числа кожного місяця в монастирі Успіння Матері Божої в Погоні ЧСВВ нічні чування.
Хресну Дорогу, яку проводять у кожну першу неділю місяця. У цей самий час також відбувається піша проща до Погоні. Прочани зазвичай починають ходу о 8.00 в Івано-Франківську біля Церква Царя Христа (на Майзлях).